# Juan Díaz del Moral
Juan Díaz del Moral (Bujalance, Còrdova, 24 de gener de 1870 – Madrid, 7 de novembre de 1948) fou un historiador andalús.
Pertanyia a una família de pagesos, estudià el Batxillerat en el col·legi de l'Asunción de Còrdova i es llicencià i doctorà en Filosofia i Lletres i Dret a la Universitat de Sevilla. En aquesta universitat exercí de professor de Metafísica posteriorment, la qual cosa li va permetre relacionar-se amb Federico de Castro i posteriorment a Madrid, amb Francisco Giner de los Ríos. Així va entrar en contacte amb els plantejaments reformistes de la Institución Libre de Enseñanza. En 1898 es trasllada a Bujalance per fer-se càrrec de la notaria local, que va ocupar fins a 1935. Durant la Segona República, va pertànyer a la Agrupación al Servicio de la República, per la qual va ser parlamentari entre 1931 i 1933. Aquest protagonisme polític va causar el seu trasllat forçós a Caravaca de la Cruz una vegada acabada la Guerra Civil. Va morir a Madrid en 1948.

## Activitat política i intel·lectual
La seva activitat política es desenvolupa sobretot durant la Segona República Espanyola. És elegit diputat per la província de Còrdova en les eleccions generals espanyoles de 1931 com a membre de la Agrupación al Servicio de la República, que tenia com a líder a José Ortega y Gasset. La seva labor en les Corts republicanes va estar centrada en la discussió del projecte de la Llei de Reforma Agrària d'Espanya. La seva activitat intel·lectual ha quedat materialitzada en col·laboracions en la premsa cordovesa i en la revista Espanya, fundada per Ortega y Gasset. Entre les seves obres destaquen la Historia de las Agitaciones Campesinas Andaluzas (1929) i Las reformas agrarias en Europa (publicada després de la seva mort).

## Historia de las agitaciones campesinas andaluzas
Es tracta d'un treball d'especial rellevància per a la comunitat científica. Editat en 1929, va ser qualificat per Manuel Tuñón de Lara com a "model d'història social de la nostra pàtria". Estudia les organitzacions obreres i patronals de la província de Còrdova i la seva conflictivitat centrant-se en el període 1918-1920, el Trienni Bolxevic. Aquesta denominació de "trienni bolxevista" es deu a Díaz del Moral, que anomena així a un període d'enorme agitació revolucionària a Andalusia, sobretot aglutinada pels anarcosindicalistes de la CNT, molt més que pels socialistes, encoratjada per les notícies del triomf de la revolució bolxevic a Rússia, la Revolució d'Octubre. Noti's la influència de la seva ciutat natal, centre agrícola i camperol d'orientació anarcosindicalista durant l'època.